# Фотоэкспонометр
Фотоэкспонометр, экспоно́метр (лат. expono) — фотометрическое устройство для инструментального измерения яркости или освещённости снимаемых объектов при вычислении корректной фотографической экспозиции. Большинство экспонометров позволяют определить как экспозиционное число, так и оба экспозиционных параметра, а также контраст снимаемой сцены, немаловажный в профессиональной киносъёмке. До конца 1950-х годов чаще всего использовалось название экспози́метр. Все экспонометры, предназначенные для измерения экспозиции в плёночной фотографии и кинематографе, пригодны для измерения экспозиции в цифровой фотографии, поскольку условные значения светочувствительности цифровых фотоаппаратов выбраны в соответствии с сенситометрическими параметрами желатиносеребряных светочувствительных материалов.
В современных камерах экспонометр составляет основу экспозиционной автоматики, устанавливающей экспопараметры без участия человека. В телевизионных и видеокамерах экспозиционные параметры регулируются на основе оценки постоянной составляющей видеосигнала, а цепи, измеряющие её, выполняют функцию экспонометра.

## Историческая справка
В первые десятилетия после изобретения фотографии правильная экспозиция определялась на основании опыта фотографов или тестовой съёмки. Отсутствие каких-либо понятий о сенситометрии не позволяло количественно измерять зависимость почернения дагеротипных пластин от интенсивности освещения. Кроме того, непрерывное совершенствование процесса и рост светочувствительности препятствовали созданию каких-либо общепринятых инструкций. Однако уже в те годы осуществлялись попытки измерения фотохимического действия света. Первый сенситометрический прибор для дагеротипии создан в 1843 году Левандовским.
Появление более предсказуемого мокрого коллодионного фотопроцесса дало возможность составить правила экспонирования и сконструировать первые табличные экспонометры. Они представляли собой таблицу, в которой описаны условия съёмки и соответствующие им параметры. Дело усложнялось отсутствием каких-либо стандартов светочувствительности из-за необходимости самостоятельного изготовления светочувствительного слоя фотопластинок фотографами. Таблицы предназначались для коллодионных пластин, сенсибилизированных определённым образом, и не были универсальными.
Распространение сухих желатиносеребряных фотопластинок промышленного изготовления совпало по времени с развитием сенситометрии, начавшей изучать и количественно описывать светочувствительность фотоматериалов. Это позволило создать универсальные таблицы, пригодные для любых фотопластинок, светочувствительность которых известна. Постепенно получили популярность табличные калькуляторы с поворотными шкалами, облегчающие вычисление параметров съёмки. Такие устройства назывались «автоматическими таблицами» или «автофотометрами». Ещё одно название таких поворотных таблиц — «позиграф».

### Первые фотометры
Первыми устройствами для инструментального измерения экспозиции стали актинографы, основанные на оценке потемнения фотобумаги с «дневным проявлением» по мере её засветки. Такие фотобумаги (альбуминовые, целлоидиновые и аристотипные) до начала XX века повсеместно использовались для фотопечати, и проявлялись под действием экспонирующего солнечного света. В прибор заряжался диск такой бумаги, и по времени, в течение которого он приобретал тон, сходный с соседним эталонным полем, вычислялась правильная экспозиция. Большинство актинографов тех лет выглядели, как карманные часы с круглым отверстием в центре. Наиболее известным устройством этого класса был актинограф или «экспометр» Ваткинса, получивший распространение на Западе. В Российской империи более популярным был «позиметр» Винна.
Однако, фотобумага требовала длительного экспонирования в течение 20—30 минут, замедляя приготовления к съёмке. Более оперативное измерение обеспечивали приборы, основанные на визуальной оценке яркости объектов съёмки через оптический клин с переменной прозрачностью. Такие устройства, получившие название оптических фотометров, требовали определения наиболее плотного участка синего или серого светофильтра, за которым глаз ещё различает объект съёмки. Основной недостаток этого типа приборов — субъективность получаемых результатов, поскольку чувствительность глаза зависит от общей окружающей освещённости.
Более совершенным способом оказалось сравнение яркости объекта съёмки с калиброванным источником света, например лампой накаливания. Яркость лампы уравнивалась с яркостью объекта подбором плотности клинового нейтрального светофильтра, установленного в специальной подвижной оправе, которая сопрягалась с соответствующей шкалой. Точность такого измерения выше, поскольку нижняя граница видимости более субъективна, чем сравнение достаточно большой яркости. Необходимость источника питания для лампы исключала возможность использования этого метода при натурных съёмках. Он нашёл применение в фотостудиях и позднее использовался в некоторых типах компактных экспонометров, например «SEI Photometer». Принцип уравнивания яркости эталонной лампы использован в сквозном визире некоторых модификаций киносъёмочного аппарата «Arriflex 35-II».

### Фотоэлектрические экспонометры
Точность измерения, не зависящую от субъективных факторов, удалось получить только с появлением фотоэлектрических экспонометров. Их действие основано на измерении величины электродвижущей силы, получаемой в результате фотоэлектрического эффекта. В современных фотографии и кинематографе используются только фотоэлектрические экспонометры. Первые приборы этого типа предназначались для киносъёмки и были созданы в начале 1930-х годов. Самым первым экспонометром считается «Электрофот» (англ. Electrophot DH), созданный в 1928 году американской компанией Rhamstine. В качестве светочувствительного сенсора в приборе использовался один из первых фоторезисторов, так называемый «элемент Грипенберга».
Необходимость использования громоздкой батареи делала его малопригодным для измерений вне помещения. Решением проблемы стало изобретение в конце 1920-х годов магнитного сплава альнико, позволившего создать чувствительные гальванометры, способные измерять слабый фототок селеновых фотоэлементов. Одним из первых селеновых безбатарейных экспонометров стал «Weston» модели 617, выпущенный компанией Weston Electrical Instruments в августе 1932 года. Отсутствие батарей позволило уменьшить прибор до карманных размеров. В СССР первый фотоэлектрический экспонометр с селеновым фотоэлементом «НКАП-149» был создан ГОИ к началу 1940-х годов. Три последующих десятилетия все фотоэлектрические экспонометры строились по принципу непосредственного измерения фототока. Из-за низкой удельной чувствительности селеновые фотоэлементы были громоздкими и не позволяли измерять небольшие яркости с достаточной точностью.
Появление в 1960-х годах сернисто-кадмиевых фоторезисторов, требующих маломощных источников питания, дало возможность вернуться к принципу «Электрофота». Высокая удельная чувствительность фоторезисторов позволила получить компактный датчик и резко повысить точность измерения, как при дневном освещении, так и в помещении и даже ночью. Поэтому фоторезисторные экспонометры очень быстро вытеснили селеновые, фотоэлемент которых с течением времени деградирует и приходит в негодность. Первым советским фотоаппаратом со встроенным экспонометром на основе фоторезистора стал дальномерный «Сокол». Благодаря небольшим размерам полупроводниковых сенсоров оказалась доступна их установка даже в оптический тракт зеркального видоискателя, получив таким образом TTL-экспонометр.
Первые фоторезисторные экспонометры строились на основе сернистокадмиевого (CdS) фотосопротивления, обладающего хорошей светочувствительностью, но большой инерционностью, особенно при низких освещённостях. Кремниевые фотодиоды лишены этого недостатка, но их спектральная чувствительность, максимум которой лежит в инфракрасной области, вынуждает устанавливать дополнительный светофильтр для приведения в соответствие с характеристиками фотоматериалов и фотоматриц. Необходимость усиления очень слабых изменений проводимости такого фотодиода увеличивает потребление электроэнергии, снижая уровень автономности. Наиболее совершенным типом сенсора считаются практически безынерционные арсенидо-фосфидо-галлиевые фотодиоды со спектральной чувствительностью, близкой к человеческому зрению.

### Встроенные экспонометры
Впервые встроенный экспонометр использован компанией Zeiss Ikon в  двухобъективной «зеркалке» Contaflex в 1935 году.
Однако, съёмка на чёрно-белые негативные фотоматериалы с большой фотографической широтой в те годы позволяла во многих случаях обходиться без экспонометра, полагаясь на простейшие правила или профессиональный опыт. Поэтому до войны всего два фотоаппарата оснащались фотоэлектрическим экспонометром: Contax III и Super Ikonta II. Распространение цветной фотографии, и особенно обращаемых фотоматериалов, требующих точного экспонирования, заставило пересмотреть эти принципы и с начала 1960-х годов встроенный или приставной фотоэлектрический экспонометр стал обязательным атрибутом как фотоаппаратов, так и кинокамер. Прибор стали сопрягать с органами управления, обеспечивая полуавтоматическое управление экспозицией.
С середины 1970-х годов встроенные экспонометры практически всех однообъективных зеркальных фотоаппаратов и кинокамер со сквозным визиром рассчитывались на заобъективное измерение. Особенности TTL-экспонометров позволили реализовать параллельное измерение отдельных частей снимаемого изображения с последующей автоматической компенсацией ошибок при измерении контрастных сюжетов. Современные TTL-экспонометры позволяют осуществлять как точечный замер, так и оценочный, основанный на сравнении экспозиции отдельных частей будущего снимка и программной обработкой полученных результатов на основе статистического анализа.
С этого времени внешние экспонометры продолжали использоваться только в профессиональной фотографии для более точных измерений по падающему или отражённому свету. В любительской практике отдельные приборы были вытеснены более удобными, встроенными в камеру. Развитие цифровых технологий позволило ещё больше повысить точность экспонометров, отказавшись от обработки аналогового сигнала сенсора. Постепенно все экспонометры стали выполняться по такому принципу с выводом результатов на жидкокристаллический дисплей. Одновременно получили распространение флэшметры, предназначенные в основном для измерения света студийных фотовспышек, заменивших лампы непрерывного света в рекламной и постановочной фотографии.
Цифровые экспонометры кроме величины яркости и освещённости могут измерять и другие фотометрические величины, например, цветовую температуру освещения. Такие приборы называются измерителями цветовой температуры или в кинематографическом обиходе — цветомерами. Наиболее совершенные приборы позволяют количественно оценивать спектральный состав съёмочного освещения. В 2014 году компания Seconic начала выпуск прибора C-700, определяющего кроме экспозиции и цветовой температуры, детальную картину распределения спектра любых источников света.
Все современные зеркальные фотоаппараты и кинокамеры со сквозным визиром оснащаются встроенными фотоэлектрическими TTL-экспонометрами с полупроводниковым сенсором. Экспонометр цифровой аппаратуры других классов получает данные непосредственно со светочувствительной матрицы.
Встроенные сопряжённые экспонометры составляют основу автоматики управления экспозицией, которая устанавливает один или оба экспозиционных параметра в соответствии с результатами измерения. Внешние экспонометры используются только в профессиональной фотографии и кинематографе, и в настоящий момент выполняются, как универсальные многофункциональные устройства (мультиметры), пригодные не только для определения экспозиции, но и для измерения основных фотометрических величин.
Дешёвой заменой внешнему прибору может стать смартфон с соответствующим мобильным приложением, например бесплатным Pocket Light Meter. Более сложные платные приложения могут работать как в режиме экспонометра, так и флешметра или измерителя цветовой температуры. Ещё удобнее использование приставного сенсора с молочным сферическим рассеивателем, например Lumu. После стыковки с iPhone через гнездо для наушников, гаджет позволяет измерять не только яркость, но и освещённость сцены.

### Экспонометры для фотопечати
Для определения экспозиции при фотопечати выпускались специализированные экспонометры с выносным фотоэлементом. В СССР этому типу устройств соответствовал «Фотон-1». Известны две главные разновидности таких приборов, чаще называемых фотометрами: с передвижным фотоэлементом, располагаемым в плоскости фотобумаги, и с неподвижным, установленным на кронштейне над кадрирующей рамкой. Первый тип измеряет падающий свет, а второй — отражённый. Отдельный класс устройств составили фотометры для цветной фотопечати, получившие название цветоанализаторов. Такие приборы кроме экспозиции способны измерять цветовой баланс, определяя цвет и плотность корректирующих светофильтров. В настоящее время экспонометры для ручной фотопечати не выпускаются в связи с полным вытеснением процесса струйной и лазерной печатью. При машинной печати экспозиция определяется фотометром, встроенным в минифотолабораторию.

## Использование экспонометра
Большинство встроенных экспонометров сопряжены с органами управления современной фото- и видеоаппаратуры, автоматически устанавливая корректные экспозиционные параметры. При автоматической съёмке достаточно выбрать требуемый режим управления экспозицией и настроить способ оценки яркости сюжета. В полуавтоматическом режиме параметры выставляются вручную на основе индикации указателя отклонения экспозиции на жидкокристаллическом дисплее камеры.
Внешний экспонометр представляет собой корпус, в котором размещаются светочувствительный элемент с источником питания, гальванометр или светодиодный индикатор. Селеновые экспонометры не содержат батарей. Угол измерения обычно ограничивается разными способами до 30—40° и соответствует полю зрения нормального объектива. В некоторых случаях для этого используется небольшой объектив, дополненный простейшим рамочным визиром. Последний даёт возможность точного выбора измеряемой области. Перед измерением экспозиции в экспонометр вводится значение ISO светочувствительности фотоматериала или его эквивалент, выбранный в цифровой камере. После этого сенсор направляется в сторону объекта съёмки, а затем считываются показания гальванометра. Его шкала может быть размечена в световых числах или содержать значения одного из параметров, чаще всего диафрагмы.
Указанное стрелкой значение переводится в экспозиционные параметры с помощью так называемого калькулятора, который представляет собой набор соосных поворотных дисков со шкалами светочувствительности, диафрагмы, выдержки и частоты киносъёмки. При установке исходных параметров и результата замера происходит их относительное вращение, совмещающее правильные экспопары на дисках выдержек и диафрагм. В некоторых экспонометрах (например, «Свердловск-4») калькулятор автоматически устанавливается в правильное положение при достижении «нулевой» индикации. Все полученные экспопары обеспечивают правильную экспозицию в соответствии с законом взаимозаместимости. Аналогичное устройство имеют встроенные несопряжённые экспонометры фото- и кинокамер.
Более современные экспонометры обладают цифровой индикацией на жидкокристаллических дисплеях.
При этом в настройках можно указать, какие именно параметры выводить на дисплей с возможностью получения как экспопары, так и фотометрических величин. По сравнению с встроенными экспонометрами, способными измерять лишь яркость объектов съёмки, внешние позволяют производить также замер освещённости сюжета. Это одна из важнейших причин предпочтения внешних приборов встроенным в профессиональной фотографии и кинематографе.

### Измерение яркости
Измерение яркости объекта съёмки (или «измерение по отражённому свету») считается основным способом определения экспозиции, поскольку производится от съёмочной камеры или через её объектив. Все встроенные экспонометры являются яркомерами. Главный недостаток такого способа заключается в зависимости результатов измерения от отражательной способности объекта. Например, при измерении яркости светлого и тёмного предметов экспонометр выдаст различные значения экспозиции, несмотря на одинаковую освещённость сцены, и на снимках, сделанных с рассчитанной экспозицией, такие объекты отобразятся одинаковой оптической плотностью.
Для исключения ошибок и разночтений все существующие системы экспонометрии привязаны к усреднённому серому, которому примерно соответствует отражение 18 % упавшего света. На характеристической кривой проявленного фотоматериала этот тон располагается примерно посередине, соответствуя V зоне шкалы Адамса. Для точности измерения по яркости существуют специальные серые карты, которые служат эталоном такой отражательной способности. При измерении яркости света, отражённого от карты, получается правильная экспозиция, как правило, совпадающая с результатами замера по освещённости.
Принято различать интегральное измерение яркости, когда осуществляется замер усреднённой яркости всей снимаемой сцены, и измерение отдельных участков и объектов. Сравнение результатов замера самых тёмных участков сюжета с самыми светлыми также позволяет получить правильную экспозицию и согласовать общий контраст с фотографической широтой. Измерение отдельных участков сцены требует размещения экспонометра в непосредственной близости от объектов съёмки так, чтобы их поверхность заполняла поле зрения фотоэлемента. В современных TTL-экспонометрах селективный замер осуществляется при включении точечного режима.

### Измерение освещённости
При измерении «по освещённости» (или «по падающему свету») определяется интенсивность съёмочного освещения, от которой напрямую зависит освещённость снимаемой сцены. Такой способ в большинстве случаев наиболее точен, поскольку измеренная экспозиция не зависит от отражательной способности объектов съёмки. Единственным неудобством такого метода является необходимость располагать экспонометр непосредственно у главного объекта съёмки (чаще всего это лицо человека) светочувствительным элементом к камере, что не всегда возможно.
Большинство внешних экспонометров для такого измерения оснащаются молочной рассеивающей насадкой (иногда полусферической формы), увеличивающей угол восприятия сенсора до 180° и компенсирующей световой поток в соответствии с режимом измерения. При замерах по яркости и освещённости используются разные расчётные коэффициенты, что компенсируется молочной насадкой с калиброванным светопропусканием, или переключателем режимов. Принцип замера падающего света используется также в люксметрах, предназначенных для технических измерений.

### Цифровая фотография
Цифровая фотография в некоторых случаях позволяет пренебрегать использованием экспонометра, определяя правильную экспозицию методом пробной съёмки с последующим просмотром готового изображения на экране электронного видоискателя или компьютера. Для количественного определения точности экспозиции при этом могут использоваться гистограммы. При студийной съёмке со вспышками такой метод позволяет обойтись без дорогостоящего флэшметра. В этом случае цифровой фотоаппарат сам выполняет функцию фотоэлектрического экспонометра.
Аналогичный метод применим в телевизионной студии, когда корректная экспозиция устанавливается оперативной подстройкой диафрагмы и гамма-коррекции передающих камер по студийному монитору или осциллографу. Однако, такой метод экспонометрии пригоден в ситуациях, когда съёмка может быть повторена многократно, и неудачным снимком можно пожертвовать. При съёмке событий, которые невозможно повторить, в частности журналистских репортажей, точное измерение экспозиции необходимо не только при съёмке на плёнку, но и для электронных устройств.

## Флэшметр
Сходный с экспонометром прибор — флэшметр (англ. Flash Meter) используется для измерения освещённости при съёмке с использованием импульсных осветительных приборов. От обычного экспонометра флэшметр отличается необходимостью синхронизации времени измерения непосредственно с импульсом вспышек, которая осуществляется как проводными, так и беспроводными способами. Во флэшметрах могут использоваться только кремниевые или арсенидо-фосфидо-галлиевые фотодиоды, обладающие малой инерционностью, поскольку все остальные типы светоприёмника не реагируют на быстрые изменения яркости. Все современные фотоаппараты оснащаются встроенными TTL флэшметрами, которые, как правило, являются частью встроенного экспонометра, измеряющего постоянное освещение, или работают параллельно с ним, измеряя экспозицию встроенной, внешней и выносных фотовспышек, и автоматически регулируя их мощность. 
Для измерения экспозиции студийных импульсных осветителей такие флэшметры непригодны, поскольку не оснащаются никакой индикацией, а формируют только команды для диафрагмы и цепей сопряжённых вспышек. В студии может быть использован внешний флэшметр, выполненный в виде отдельного прибора и способный измерять как падающий, так и отражённый свет. Так как выдержка затвора при съёмке со вспышкой не оказывает никакого влияния на количество импульсного освещения, попадающего к светочувствительному материалу или на матрицу, флэшметр служит только для определения значения диафрагмы. Выдержка обычно устанавливается на значение синхронизации или более длинная, если на снимке комбинируется импульсный и постоянный свет. В последнем случае постоянный свет измеряется обычным экспонометром, а результирующая экспозиция определяется как сумма двух экспозиций: от вспышек и постоянного освещения.
Более универсальный прибор — мультиметр (англ. Multi Meter) или фотометр (не следует путать с фотометром, специализированным прибором для прикладных областей науки и техники) — сочетает возможности обычного экспонометра и флэшметра, а также измеряет другие фотометрические величины. Например, фотометры «Gossen» позволяют измерять в том числе оптическую плотность светофильтров.

## Спотметр
Спотметр (от англ. spot – пятно, точка) — фотоэлектрический экспонометр, предназначенный для избирательного измерения яркости света, излучаемого его источниками или отражённого от объектов съёмки. От обычного экспонометра отличается измерением в пределах очень небольшого угла. Это позволяет осуществлять точечный замер яркости небольших объектов или их отдельных участков, не подходя к ним вплотную. Угол измерения большинства таких приборов не превышает 1—3°. Частичное измерение особенно актуально для контрастных сцен и при контровом освещении, когда сюжетно важный объект съёмки значительно отличается по яркости от остального сюжета.

## Экспокоррекция
Калькуляторы большинства внешних экспонометров оснащаются шкалой экспокоррекции, которая применяется для компенсации влияния на экспозицию отдельных факторов, не учитывающихся фотоэлементом. Это может быть несоответствие спектральной чувствительности сенсора и фотоматериала, кратность установленного на объектив светофильтра или другие обстоятельства. Во встроенных экспонометрах автоматических фото- и кинокамер экспокоррекция требуется при автоматической установке экспозиции контрастных сюжетов для компенсации некорректного измерения яркости объектов, отражающая способность которых отличается от стандартных 18 %. В некоторых случаях экспокоррекция TTL-экспонометра необходима при использовании нестандартного фокусировочного экрана для компенсации разницы светопропускания.
В простых автоматических фотоаппаратах такой регулятор отсутствует. В этом случае экспокоррекция возможна только заданием другого значения светочувствительности фотоплёнки.